# 이인기 (1953년)
이인기(李仁基, 1953년 2월 26일 ~ )는 대한민국의 법조인, 정치인이다. 제16·17·18대 국회의원을 지냈다.

## 학력
- 1965년 왜관국민학교 졸업
- 1968년 계성중학교 졸업
- 1971년 계성고등학교 졸업
- 1978년 서울대학교 법과대학 법학 학사

## 경력
- 1985년: 제24회 사법고시 합격(사법연수원 14기 수료)
- 1985년 ~ 1990년 2월: 서울지방경찰청 민생치안 기획담당
- 1990년 ~ 2000년: 이인기 법률사무소 변호사
- 2000년 2월: 한나라당 칠곡군 지구당위원장
- 2000년 5월 ~ 2004년 5월: 제16대 국회의원(경북 칠곡군/한나라당)
- 2001년 5월: 한나라당 원내부총무
- 2002년 9월: 한나라당 선거대책위원회 부정선거방지본부 부본부장
- 한나라당 선거대책위원회 조직총괄본부장
- 국회 기부변화대책특별위원회 위원장
- 2004년 5월 ~ 2008년 3월: 제17대 국회의원 (경북 고령군성주군칠곡군/한나라당)
- 2004년 7월: 제17대 국회 윤리특별위원회 위원
- 2004년 7월 ~ 2006년 6월: 제17대 국회 행정자치 위원회 간사
- 2006년 4월 ~ 2007년 12월: 제17대 국회 2012 여수 세계 박람회 유치특별위원회 위원장
- 2006년 6월 ~ 2008년 5월: 제17대 국회 건설교통위원회 위원
- 2008년 3월 ~ 2008년 5월: 제17대 국회의원(경북 고령군성주군칠곡군/무소속)
- 2008년 5월 ~ 2008년 7월: 제18대 국회의원(경북 고령군성주군칠곡군/무소속)
- 2008년 5월 ~ 2009년 11월: 국회 기후변화 특위위원장
- 2008년 6월: 제18대 국회 행정안전위원회 위원
- 2008년 7월: 한나라당 인권위원회 위원장
- 2008년 7월 ~ 2012년 2월: 제18대 국회의원(경북 고령군·성주군·칠곡군 / 한나라당)
- 2009년 7월: 아시아의회총회 환경소위원회 위원장
- 2009년 11월: 한국지구환경의원연맹 회장
- 2010년 6월: 한나라당 경상북도당 위원장
- 2011년 6월 ~ 2012년 6월: 제18대 국회 행정안전위원회 위원장
- 2012년 2월 ~ 2012년 5월: 제18대 국회의원(경북 고령군·성주군·칠곡군 / 새누리당)
- 변호사
- 여수시 명예시민
- 6.25 참전, 월남참전 명예회원
- 대경대학교 초빙교수
- GS칼텍스, 현대제철, 대중골프협회 고문
- 2021년 8월 ~ 2021년 9월: 최재형 열린캠프 자문위원
- 2021년 10월 ~ 2021년 11월: 제20대 대통령 선거 국민의힘 홍준표 대통령 경선 후보 jp희망캠프 경상북도 선거대책위원장
- 2025년 4월: 국민의힘 탈당 및 더불어민주당 입당
- 2025년 4월 ~ 2025년 6월: 제21대 대통령 선거 더불어민주당 이재명 대통령 후보 진짜 대한민국 선거대책위원회 공동선거대책위원장 겸 국민대통합위원회 공동위원장

## 역대 선거 결과
|  | 17.67% |

|  | 53.44% |

|  | 60.99% |

|  | 49.37% |

## 소속 정당
| 소속 정당 | 소속 정당    | 소속 기간 | 비고      |
| --------- | ------------ | --------- | --------- |
|           | 무소속       | 1996      | 정계 입문 |
|           | 신한국당     | 1996~1997 | 입당      |
|           | 한나라당     | 1997~2008 | 합당      |
|           | 무소속       | 2008      | 탈당      |
|           | 한나라당     | 2008~2012 | 복당      |
|           | 새누리당     | 2012~2017 | 당명 변경 |
|           | 자유한국당   | 2017~2020 | 당명 변경 |
|           | 미래통합당   | 2020      | 합당      |
|           | 국민의힘     | 2020~2025 | 당명 변경 |
|           | 무소속       | 2025      | 탈당      |
|           | 더불어민주당 | 2025~현재 | 입당      |

## 같이 보기
- 칠곡군 (2000년 선거구)
- 칠곡군의 국회의원
- 고령군·성주군·칠곡군
- 성주군의 국회의원
- 칠곡군의 국회의원